# Gregorios Thaumatourgos

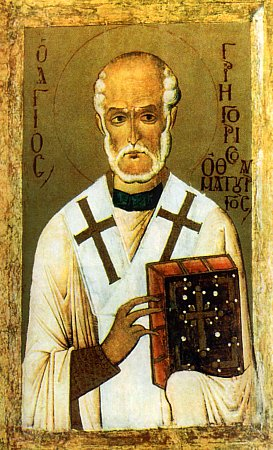
Gregorios Thaumatourgos, rysk ikon.

Gregorios Thaumatourgos (grekiska: Γρηγόριος ο Θαυματουργός, Gregórios o Thaumatourgós, "Gregorios undergöraren") eller Gregorios av Neocæsarea (grekiska: Γρηγόριος Νεοκαισαρείας, Gregórios Neokaisareías), född som Theodor (grekiska: Θεόδωρος, Theodoros) cirka 213 i Neocæsarea, Pontos, död där omkring 270-275, var en kristen biskop. Gregorios vördas som helgon i Katolska kyrkan och Östortodoxa kyrkan, och hans festdag infaller den 17 november. Han är framför allt känd för de mirakler han sades utföra, och för sina teologiska skrifter.

## Biografi
De huvudsakliga källorna till Gregorios liv är en hagiografi skriven av Gregorios av Nyssa, Russinus Historia Miraculorum, Basileios den stores De Spirtu Sancto, och en handskrift på arameiska. Dessutom finns uppgifter i hans egna bevarade verk. Andrahandskällorna bygger på muntligt traderat stoff, och deras källvärde kan därför diskuteras.
Gregorios föddes i Pontos och kallades först Theodor (Theodoros). Hans föräldrar var hedningar och tillhörde samhällets översta skikt. Han omvändes jämte sin bror till kristendomen när han var fjorton år och fadern hade dött. Genom sin farbroders gynnsamma ställning kunde han och brodern bege sig till Libanon och Palestina för att studera, där de kom i personlig kontakt med Origenes som omvände dem. Efter studier i filosofi ägnade Gregorios sig åt teologi, och fick under tiden personlig vägledning av Origenes. Omkring år 238 återvände han till sin hemstad, och tämligen snart därefter konsekrerades han till biskop av Neocaesarea; Caesarea hade denna tid endast sjutton troende. Gregorios hann utöva sitt ämbete i trettio år innan han avled. Det berättas att under Gregorios episkopat omvändes större delen av stadens invånare till kristendomen, enligt den muntliga traditionen delvis genom att han anordnade profana tillställningar för att tilldra sig hedningarnas intresse för de kristna martyrernas festivaler. Sitt tillnamn Thaumatourgós vann han genom de många mirakler som han sades utföra, vilka särskilt Gregorios av Nyssa återger.
Oratio Panegyrica är en viktig källa om Origenes och är samtidigt en av de första ansatserna till en kristen självbiografi. Epostola Canonica innehåller värdefulla uppgifter om kyrkans organisation. Till Gregorios viktigaste skrifter i teologi hör Ekthesis tes pisteos som handlar om treenigheten, samt en trosbekännelse. Många andra verk är det osäkert huruvida de är författade av denne Gregorios eller av Gregorios av Nazianzos.